# Кшижевски, Майк
Майкл Уильям «Майк» Кшижевски (англ. Michael William «Mike» Krzyzewski; родился 13 февраля 1947 года в Чикаго, штат Иллинойс) — американский бывший баскетбольный тренер польского происхождения. С 1980 по 2022 год тренировал команду NCAA «Дьюк Блю Девилз» (Университет Дьюка). Ранее также тренировал национальную мужскую сборную США. Трёхкратный Олимпийский чемпион. Член Зала славы баскетбола. Считается одним из величайших баскетбольных тренеров колледжей всех времен.

## Достижения
- Чемпион NCAA: 1990/1991, 1991/1992, 2000/2001, 2009/2010, 2014/2015.
- Бронзовый призёр чемпионата мира: 1990, 2006.
- Чемпион мира: 2010, 2014.
- Олимпийский чемпион: 2008, 2012, 2016.
- Чемпион Америки: 2007.
- Серебряный призёр Универсиады: 1987.
- Серебряный призёр Игр доброй воли: 1990.
- Член Зала славы баскетбола: 2001[5].
- Приз Нейсмита тренеру года NCAA: 1989, 1992, 1999.
- Приз Джона Вудена: 2000.
- Спортсмен года по версии Sports Illustrated: 2011.